# Луценко Віра Іванівна
Ві́ра Іва́нівна Луце́нко — голова фундації «Українці в Нідерландах», Королівство Нідерланди.
Є головою фундації «Українці в Нідерландах», створеної 2014 року. Завдяки зусиллям посольства України та фундації 2015 року в Нідерландах уперше проведено вшанування жертв Голодомору 1932—1933 років.

## Нагороди
- Відзнака Президента України — ювілейна медаль «25 років незалежності України» (22 серпня 2016) — за вагомий особистий внесок у зміцнення міжнародного авторитету Української держави, популяризацію її історичної спадщини і сучасних надбань та з нагоди 25-ї річниці незалежності України[1]